# Yassin Mikari
Yassin Mikari (ur. 9 stycznia 1983 w Zurychu) – tunezyjski piłkarz grający na pozycji lewego obrońcy. Posiada także obywatelstwo szwajcarskie.

## Kariera klubowa
Mikari urodził się w Szwajcarii w rodzinie tunezyjskich emigrantów. Piłkarską karierę rozpoczął w klubie Grasshopper Club, a w sezonie 2001/2002 zadebiutował w jego barwach w ekstraklasie szwajcarskiej. Zaliczył tylko 2 mecze i zdobył 1 gola, a w sezonie 2002/2003 wywalczył mistrzostwo kraju (wystąpił w 3 spotkaniach). Latem 2003 Mikari przeszedł do FC Luzern, w którym przez półtora roku występował w pierwszym składzie na boiskach drugiej ligi. Na początku 2005 roku znów zmienił barwy klubowe i został piłkarzem innego drugoligowca, FC Winterthur. W styczniu 2007 powrócił do Grasshoppers, gdzie tym razem stał się zawodnikiem wyjściowej jedenastki i na koniec sezonu zajął 6. miejsce w lidze.
Zimą 2009 przeszedł do francuskiego FC Sochaux-Montbéliard. W Ligue 1 zadebiutował 15 lutego 2009 w przegranym 1:2 meczu z Toulouse FC. W sezonie 2008/2009 spadł z klubem do Ligue 2, jednak w kolejnym awansował z nim z powrotem do Ligue 1. W Sochaux grał do 2013 roku. W sezonie 2013/2014 występował w FC Luzern. Latem 2014 przeszedł do Club Africain, z którym w sezonie 2014/2015 został mistrzem Tunezji. W 2016 roku wrócił do Szwajcarii, gdzie przez dwa lata występował w barwach drugoligowego FC Schaffhausen, a następnie zakończył karierę.
| Sezon   | Klub                   | Kraj       | Rozgrywki          | Mecze | Bramki | Rozgrywki kontynentalne | Mecze | Bramki |
| ------- | ---------------------- | ---------- | ------------------ | ----- | ------ | ----------------------- | ----- | ------ |
| 2001/02 | Grasshopper Club       | Szwajcaria | Nationalliga A     | 2     | 1      | –                       | –     | –      |
| 2002/03 | Grasshopper Club       | Szwajcaria | Nationalliga A     | 3     | 0      | –                       | –     | –      |
| 2003/04 | FC Luzern              | Szwajcaria | Challenge League   | 30    | 7      | –                       | –     | –      |
| 2004/05 | FC Luzern              | Szwajcaria | Challenge League   | 10    | 2      | –                       | –     | –      |
| 2004/05 | FC Winterthur          | Szwajcaria | Challenge League   | 14    | 1      | –                       | –     | –      |
| 2005/06 | FC Winterthur          | Szwajcaria | Challenge League   | 27    | 0      | –                       | –     | –      |
| 2006/07 | FC Winterthur          | Szwajcaria | Challenge League   | 16    | 3      | –                       | –     | –      |
| 2006/07 | Grasshopper Club       | Szwajcaria | Super League       | 17    | 1      | –                       | –     | –      |
| 2007/08 | Grasshopper Club       | Szwajcaria | Super League       | 28    | 0      | –                       | –     | –      |
| 2008/09 | Grasshopper Club       | Szwajcaria | Super League       | 13    | 1      | Puchar UEFA             | 1     | 0      |
| 2008/09 | FC Sochaux-Montbéliard | Francja    | Ligue 1            | 15    | 0      | –                       | –     | –      |
| 2009/10 | FC Sochaux-Montbéliard | Francja    | Ligue 2            | 30    | 2      | –                       | –     | –      |
| 2010/11 | FC Sochaux-Montbéliard | Francja    | Ligue 1            | 6     | 0      | –                       | –     | –      |
| 2011/12 | FC Sochaux-Montbéliard | Francja    | Ligue 1            | 19    | 0      | Liga Europy             | 2     | 0      |
| 2012/13 | FC Sochaux-Montbéliard | Francja    | Ligue 1            | 12    | 1      | –                       | –     | –      |
| 2013/14 | FC Luzern              | Szwajcaria | Swiss Super League | 0     | 0      | –                       | –     | –      |
| 2014/15 | Club Africain          | Tunezja    | CLP-1              | 18    | 1      | Puchar Konfederacji     | 1     | 0      |
| 2015/16 | Club Africain          | Tunezja    | CLP-1              | 5     | 2      | –                       | –     | –      |
| 2016/17 | FC Schaffhausen        | Szwajcaria | Challenge League   | 12    | 4      | –                       | –     | –      |
| 2017/18 | FC Schaffhausen        | Szwajcaria | Challenge League   | 16    | 6      | –                       | –     | –      |

## Kariera reprezentacyjna
Do 2004 roku Mikari występował w młodzieżowej reprezentacji Szwajcarii U-21. W 2007 roku postanowił, że będzie występował w reprezentacji Tunezji. Zadebiutował w niej 17 października 2007 w wygranym 1:0 towarzyskim meczu ze Zjednoczonymi Emiratami Arabskimi. W 2008 roku został powołany przez Rogera Lemerre do kadry na Puchar Narodów Afryki 2008.